# Bezau
Bezau là một đô thị ở Bregenzerwald, Vorarlberg, Áo. Đô thị này thuộc huyện Bregenz. Dân số năm 2002 là 1.926 người. Bezau là một địa điểm du lịch nổi tiếng quanh năm.

## Kết nghĩa
- Heiden, Thụy Sĩ